# 唐·里柯斯
唐·里柯斯（英語：Don Rickles，1926年5月8日—2017年4月6日）是美国的栋笃笑演员、演员、作家，以侮辱喜剧闻名，曾与克拉克·盖博共同出演《太平洋潛艇戰》，与克林·伊斯威特出演《戰略大作戰》，在1976年他还在全国广播公司的情景喜剧《C.P.O. Sharkey》中做了两年主演。